# Centro de detenção provisória

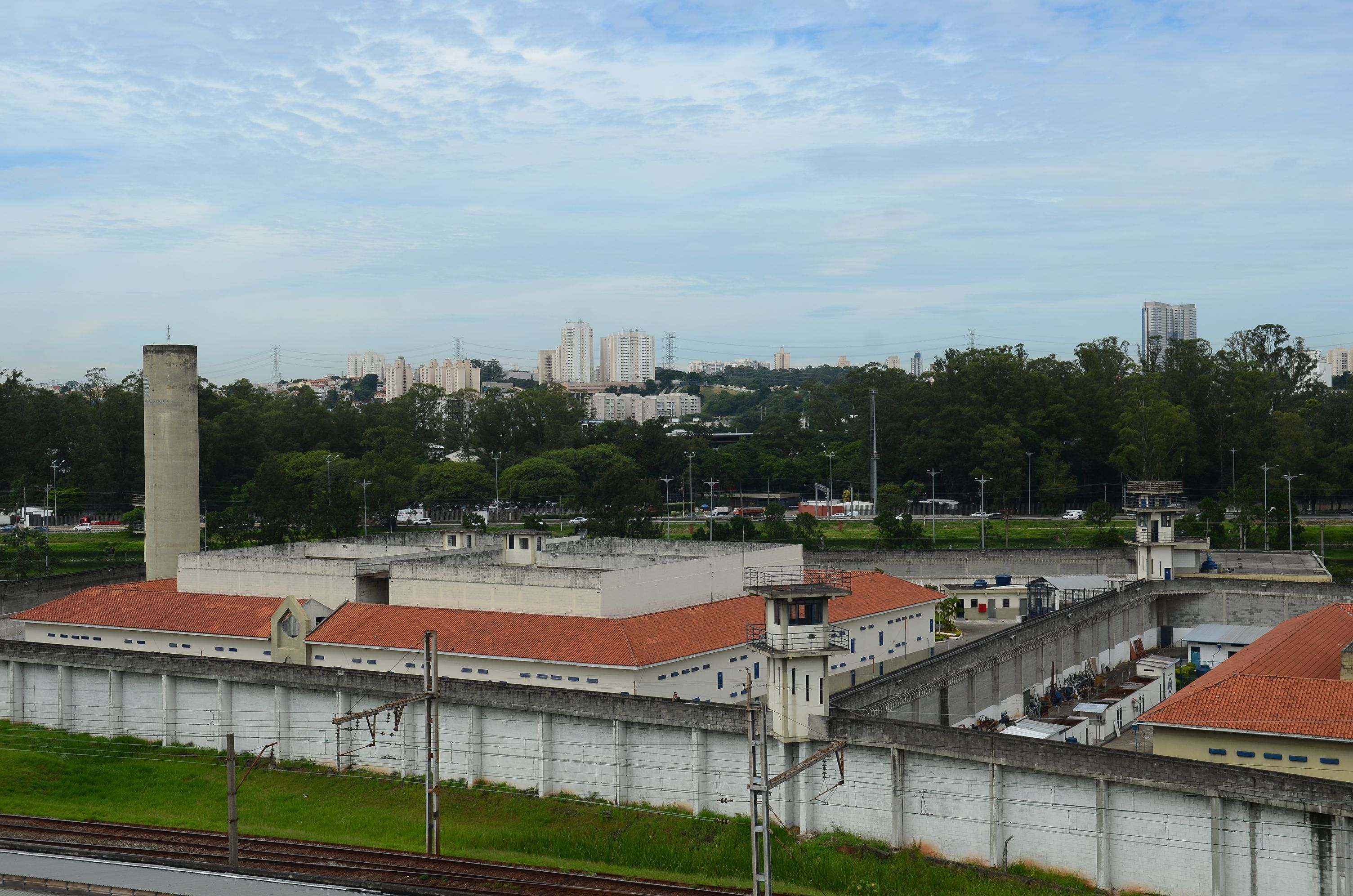
CDP Pinheiros III, na zona oeste de São Paulo

Centros de Detenção Provisória ou CDP são presídios cuja função é receber presos provisórios que aguardam julgamento em regime fechado.